# Niarovana Marosampanana
Niarovana Marosampanana is een plaats en commune in het oosten van Madagaskar, behorend tot het district Anosibe An'ala, dat gelegen is in de regio Alaotra-Mangoro. Tijdens een volkstelling in 2001 telde de plaats 12.000 inwoners.